# Wouter van Oortmerssen
Wouter van Oortmerssen är en nederländsk programmerare och utvecklare av programspråk. Bland hans alster inom det senare fältet märks Amiga E och det akademiska språket Aardappel.